# Danh sách địa điểm tổ chức Hoa hậu Mỹ (Miss USA)

Dưới đây là danh sách các ấn bản các năm và thông tin về cuộc thi Hoa hậu Mỹ.

## Danh sách các địa điểm tổ chức Hoa hậu Mỹ
| Năm  | Chiến thắng      | Ấn bản | Ngày        | Địa điểm tổ chức                      | Thành phố          | Bang/Lãnh thổ | Tham dự |
| ---- | ---------------- | ------ | ----------- | ------------------------------------- | ------------------ | ------------- | ------- |
| 1952 | New York         | Thứ 01 | 27 tháng 06 | Nhà hát Thính phòng Long Beach        | Long Beach         | California    | 42      |
| 1953 | Illinois         | Thứ 02 | 16 tháng 07 | Nhà hát Thính phòng Long Beach        | Long Beach         | California    | 43      |
| 1954 | Nam Carolina     | Thứ 03 | 24 tháng 07 | Nhà hát Thính phòng Long Beach        | Long Beach         | California    | 43      |
| 1955 | Vermont          | Thứ 04 | 20 tháng 07 | Nhà hát Thính phòng Long Beach        | Long Beach         | California    | 43      |
| 1956 | Iowa             | Thứ 05 | 18 tháng 07 | Nhà hát Thính phòng Long Beach        | Long Beach         | California    | 43      |
| 1957 | Maryland         | Thứ 06 | 17 tháng 07 | Nhà hát Thính phòng Long Beach        | Long Beach         | California    | 44      |
| 1957 | Utah             | Thứ 06 | 17 tháng 07 | Nhà hát Thính phòng Long Beach        | Long Beach         | California    | 44      |
| 1958 | Louisiana        | Thứ 07 | 23 tháng 07 | Nhà hát Thính phòng Long Beach        | Long Beach         | California    | 45      |
| 1959 | California       | Thứ 08 | 22 tháng 07 | Nhà hát Thính phòng Long Beach        | Long Beach         | California    | 46      |
| 1960 | Utah             | Thứ 09 | 07 tháng 07 | Nhà hát Thính phòng Miami Beach       | Miami Beach        | Florida       | 43      |
| 1961 | Louisiana        | Thứ 10 | 13 tháng 07 | Nhà hát Thính phòng Miami Beach       | Miami Beach        | Florida       | 43      |
| 1962 | Hawaii           | Thứ 11 | 12 tháng 07 | Nhà hát Thính phòng Miami Beach       | Miami Beach        | Florida       | 40      |
| 1963 | Illinois         | Thứ 12 | 17 tháng 07 | Nhà hát Thính phòng Miami Beach       | Miami Beach        | Florida       | 43      |
| 1964 | Đặc khu Columbia | Thứ 13 | 29 tháng 07 | Nhà hát Thính phòng Miami Beach       | Miami Beach        | Florida       | 41      |
| 1965 | Ohio             | Thứ 14 | 04 tháng 06 | Nhà hát Thính phòng Miami Beach       | Miami Beach        | Florida       | 47      |
| 1966 | California       | Thứ 15 | 21 tháng 05 | Nhà hát Thính phòng Miami Beach       | Miami Beach        | Florida       | 49      |
| 1967 | Alabama          | Thứ 16 | 20 tháng 05 | Nhà hát Thính phòng Miami Beach       | Miami Beach        | Florida       | 51      |
| 1967 | Florida          | Thứ 16 | 20 tháng 05 | Nhà hát Thính phòng Miami Beach       | Miami Beach        | Florida       | 51      |
| 1968 | Washington       | Thứ 17 | 18 tháng 05 | Nhà hát Thính phòng Miami Beach       | Miami Beach        | Florida       | 51      |
| 1969 | Virginia         | Thứ 18 | 24 tháng 05 | Nhà hát Thính phòng Miami Beach       | Miami Beach        | Florida       | 51      |
| 1970 | Virginia         | Thứ 19 | 16 tháng 05 | Nhà hát Thính phòng Miami Beach       | Miami Beach        | Florida       | 51      |
| 1971 | Pennsylvania     | Thứ 20 | 22 tháng 05 | Nhà hát Thính phòng Miami Beach       | Miami Beach        | Florida       | 51      |
| 1972 | Hawaii           | Thứ 21 | 20 tháng 05 | Khách sạn Cerromar Beach              | Dorado             | Puerto Rico   | 51      |
| 1973 | Illinois         | Thứ 22 | 28 tháng 05 | Sân khấu Broadway                     | New York           | New York      | 51      |
| 1974 | Illinois         | Thứ 23 | 18 tháng 05 | Khách sạn Niagara Falls               | Niagara Falls      | New York      | 51      |
| 1975 | California       | Thứ 24 | 17 tháng 05 | Khách sạn Niagara Falls               | Niagara Falls      | New York      | 51      |
| 1976 | Minnesota        | Thứ 25 | 15 tháng 05 | Khách sạn Niagara Falls               | Niagara Falls      | New York      | 51      |
| 1977 | Texas            | Thứ 26 | 14 tháng 05 | Nhà hát Thính phòng Gillard           | Charleston         | Nam Carolina  | 51      |
| 1978 | Hawaii           | Thứ 27 | 29 tháng 04 | Nhà hát Thính phòng Gillard           | Charleston         | Nam Carolina  | 51      |
| 1979 | New York         | Thứ 28 | 30 tháng 04 | Trung tâm Hội nghị Gulf Coast         | Biloxi             | Mississippi   | 51      |
| 1980 | Nam Carolina     | Thứ 29 | 15 tháng 05 | Trung tâm Hội nghị Gulf Coast         | Biloxi             | Mississippi   | 51      |
| 1980 | Arizona          | Thứ 29 | 15 tháng 05 | Trung tâm Hội nghị Gulf Coast         | Biloxi             | Mississippi   | 51      |
| 1981 | Ohio             | Thứ 30 | 21 tháng 05 | Trung tâm Hội nghị Gulf Coast         | Biloxi             | Mississippi   | 50      |
| 1982 | Arkansas         | Thứ 31 | 13 tháng 05 | Trung tâm Hội nghị Gulf Coast         | Biloxi             | Mississippi   | 51      |
| 1983 | California       | Thứ 32 | 21 tháng 05 | Trung tâm Hành chính Knoxville        | Knoxville          | Tennessee     | 51      |
| 1984 | New Mexico       | Thứ 33 | 17 tháng 05 | Nhà hát Thính phòng Lakeland          | Lakeland           | Florida       | 51      |
| 1985 | Texas            | Thứ 34 | 13 tháng 05 | Nhà hát Thính phòng Lakeland          | Lakeland           | Florida       | 51      |
| 1986 | Texas            | Thứ 35 | 20 tháng 05 | Nhà hát Thính phòng Miami Beach       | Miami              | Florida       | 51      |
| 1987 | Texas            | Thứ 36 | 17 tháng 02 | Trung tâm Văn hoá Albuquerque         | Albuquerque        | New Mexico    | 52      |
| 1988 | Texas            | Thứ 37 | 01 tháng 03 | Trung tâm Hành chính El Paso          | El Paso            | Texas         | 51      |
| 1989 | Texas            | Thứ 38 | 28 tháng 02 | Trung tâm Hành chính Mobile           | Mobile             | Alabama       | 51      |
| 1990 | Michigan         | Thứ 39 | 02 tháng 03 | Trung tâm Hội nghị II Century         | Wichita            | Kansas        | 51      |
| 1991 | Kansas           | Thứ 40 | 22 tháng 02 | Trung tâm Hội nghị II Century         | Wichita            | Kansas        | 51      |
| 1992 | California       | Thứ 41 | 07 tháng 02 | Trung tâm Hội nghị II Century         | Wichita            | Kansas        | 51      |
| 1993 | Michigan         | Thứ 42 | 19 tháng 02 | Trung tâm Hội nghị II Century         | Wichita            | Kansas        | 51      |
| 1994 | Nam Carolina     | Thứ 43 | 11 tháng 02 | Trung tâm Hội nghị South Padre Island | South Padre Island | Texas         | 51      |
| 1995 | Texas            | Thứ 44 | 10 tháng 02 | Trung tâm Hội nghị South Padre Island | South Padre Island | Texas         | 51      |
| 1995 | New York         | Thứ 44 | 10 tháng 02 | Trung tâm Hội nghị South Padre Island | South Padre Island | Texas         | 51      |
| 1996 | Louisiana        | Thứ 45 | 02 tháng 02 | Trung tâm Hội nghị South Padre Island | South Padre Island | Texas         | 51      |
| 1997 | Hawaii           | Thứ 46 | 05 tháng 02 | Trung tâm Thể thao Hirsch             | Shrevepor          | Louisiana     | 51      |
| 1997 | Idaho            | Thứ 46 | 05 tháng 02 | Trung tâm Thể thao Hirsch             | Shrevepor          | Louisiana     | 51      |
| 1998 | Massachusetts    | Thứ 47 | 10 tháng 03 | Trung tâm Thể thao Hirsch             | Shrevepor          | Louisiana     | 51      |
| 1999 | New York         | Thứ 48 | 04 tháng 02 | Nhà hát Thành phố Grande              | Branson            | Missouri      | 51      |
| 2000 | Tennessee        | Thứ 49 | 04 tháng 02 | Nhà hát Thành phố Grande              | Branson            | Missouri      | 51      |
| 2001 | Texas            | Thứ 50 | 02 tháng 03 | Trung tâm Hội nghị Genesis            | Gary               | Indiana       | 51      |
| 2002 | Đặc khu Columbia | Thứ 51 | 01 tháng 03 | Trung tâm Hội nghị Genesis            | Gary               | Indiana       | 51      |
| 2003 | Massachusetts    | Thứ 52 | 24 tháng 03 | Nhà hát Thính phòng San Antonio       | San Antonio        | Texas         | 51      |
| 2004 | Missouri         | Thứ 53 | 12 tháng 04 | Nhà hát Dolby                         | Los Angeles        | California    | 51      |
| 2005 | Bắc Carolina     | Thứ 54 | 11 tháng 04 | Nhà hát Hippodrome                    | Baltimore          | Maryland      | 51      |
| 2006 | Kentucky         | Thứ 55 | 21 tháng 04 | Khu thương mại Royal Farms            | Baltimore          | Maryland      | 51      |
| 2007 | Tennessee        | Thứ 56 | 23 tháng 03 | Nhà hát Dolby                         | Los Angeles        | California    | 51      |
| 2008 | Texas            | Thứ 57 | 11 tháng 04 | Nhà hát AXIS                          | Las Vegas          | Nevada        | 51      |
| 2009 | Bắc Carolina     | Thứ 58 | 19 tháng 04 | Nhà hát AXIS                          | Las Vegas          | Nevada        | 51      |
| 2010 | Michigan         | Thứ 59 | 16 tháng 05 | Nhà hát AXIS                          | Las Vegas          | Nevada        | 51      |
| 2011 | California       | Thứ 60 | 19 tháng 06 | Nhà hát AXIS                          | Las Vegas          | Nevada        | 51      |
| 2012 | Rhode Island     | Thứ 61 | 03 tháng 06 | Nhà hát AXIS                          | Las Vegas          | Nevada        | 51      |
| 2012 | Maryland         | Thứ 61 | 03 tháng 06 | Nhà hát AXIS                          | Las Vegas          | Nevada        | 51      |
| 2013 | Connecticut      | Thứ 62 | 16 tháng 06 | Nhà hát AXIS                          | Las Vegas          | Nevada        | 51      |
| 2014 | Nevada           | Thứ 63 | 08 tháng 06 | Trung tâm Baton Rouge River           | Baton Rouge        | Louisiana     | 51      |
| 2015 | Oklahoma         | Thứ 64 | 12 tháng 07 | Trung tâm Baton Rouge River           | Baton Rouge        | Louisiana     | 51      |
| 2016 | Đặc khu Columbia | Thứ 65 | 05 tháng 06 | Khu thương mại T-Mobile               | Las Vegas          | Nevada        | 52      |
| 2017 | Đặc khu Columbia | Thứ 66 | 14 tháng 05 | Trung tâm Sự kiện Mandalay Bay        | Las Vegas          | Nevada        | 51      |
| 2018 | Nebraska         | Thứ 67 | 21 tháng 05 | Trung tâm Thể thao Hirsch             | Shreveport         | Louisiana     | 51      |
| 2019 | Bắc Carolina     | Thứ 68 | 02 tháng 05 | Khách sạn Grand Sierra Resort         | Reno               | Nevada        | 51      |
| 2020 | Mississippi      | Thứ 69 | 09 tháng 11 | Trung tâm Triển lãm và Âm nhạc        | Memphis            | Tennessee     | 51      |
| 2021 | Kentucky         | Thứ 70 | 29 tháng 11 | Nhà hát Paradise Cove                 | Tulsa              | Oklahoma      | 51      |
| 2022 | Texas            | Thứ 71 | 03 tháng 10 | Khu nghỉ dưỡng Grand Sierra           | Reno               | Nevada        | 51      |
| 2022 | Bắc Carolina     | Thứ 71 | 03 tháng 10 | Khu nghỉ dưỡng Grand Sierra           | Reno               | Nevada        | 51      |
| 2023 | Utah             | Thứ 72 | 29 tháng 09 | Khu nghỉ dưỡng Grand Sierra           | Reno               | Nevada        | 51      |
| 2024 | Michigan         | Thứ 73 | 04 tháng 08 | Nhà hát Peacock                       | Los Angeles        | California    | 51      |

## Số lần tổ chức của các bang
| Bang/Lãnh thổ | Số lần | Năm                                     |
| ------------- | ------ | --------------------------------------- |
| Florida       | 15     | 1960–1971, 1984–1986                    |
| Nevada        | 11     | 2008–2013, 2016, 2017, 2019, 2022, 2023 |
| California    | 11     | 1952–1959, 2004, 2007, 2024             |
| Louisiana     | 5      | 1997, 1998, 2014, 2015, 2018            |
| Texas         | 5      | 1988, 1994–1996, 2003                   |
| Kansas        | 4      | 1990–1993                               |
| Mississippi   | 4      | 1979–1982                               |
| New York      | 4      | 1973–1976                               |
| Maryland      | 2      | 2005, 2006                              |
| Indiana       | 2      | 2001, 2002                              |
| Missouri      | 2      | 1999, 2000                              |
| Nam Carolina  | 2      | 1977, 1978                              |
| Tennessee     | 2      | 1983, 2020                              |
| Oklahoma      | 1      | 2021                                    |
| Alabama       | 1      | 1989                                    |
| New Mexico    | 1      | 1987                                    |
| Puerto Rico   | 1      | 1972                                    |